# Feredoksin—NADP+ reduktaza
Feredoksin—NADP+ reduktaza (EC 1.18.1.2, feredoksin-nikotinamid adenin dinukleotid fosfatna reduktaza, feredoksin-NADP+ reduktaza, TPNH-feredoksinska reduktaza, feredoksin-+ oksidoreduktaza, +:feredoksin oksidoreduktaza, feredoksin-TPN reduktaza, redukovani nikotinamid adenin dinukleotid fosfat-adrenodoksinska reduktaza, feredoksin-+-oksidoreduktaza, NADPH:feredoksinska oksidoreduktaza, feredoksin-nikotinamid-adenin dinukleotid fosfatna (oksidovana) reduktaza) je enzim sa sistematskim imenom feredoksin:NADP+ oksidoreduktaza. Ovaj enzim katalizuje sledeću hemijsku reakciju
2 redukovani feredoksin + + + + {\displaystyle \rightleftharpoons } 2 oksidovani feredoksin + NADPH
Ovaj enzim je flavoprotein (FAD). U hloroplastima i cijanobakterijama ovaj enzim deluje na biljni tip [2] feredoksina, dok u drugim bakterijama on takođe može da zameni bakterijski [4] feredoksinom ili flavodoksinom.

## Literatura
- Nicholas C. Price; Lewis Stevens (1999). Fundamentals of Enzymology: The Cell and Molecular Biology of Catalytic Proteins (Third изд.). USA: Oxford University Press. ISBN 019850229X.
- Eric J. Toone (2006). Advances in Enzymology and Related Areas of Molecular Biology, Protein Evolution (Volume 75 изд.). Wiley-Interscience. ISBN 0471205036.
- Branden C; Tooze J. Introduction to Protein Structure. New York, NY: Garland Publishing. ISBN 0-8153-2305-0.
- Irwin H. Segel. Enzyme Kinetics: Behavior and Analysis of Rapid Equilibrium and Steady-State Enzyme Systems (Book 44 изд.). Wiley Classics Library. ISBN 0471303097.
- William P. Jencks (1987). Catalysis in Chemistry and Enzymology. Dover Publications. ISBN 0486654605.

## Spoljašnje veze
- Ferredoxin—NADP+reductase на 